# Dendropanax brasiliensis
Dendropanax brasiliensis är en araliaväxtart som först beskrevs av Berthold Carl Seemann, och fick sitt nu gällande namn av David Frodin. Dendropanax brasiliensis ingår i släktet Dendropanax och familjen Araliaceae. Inga underarter finns listade.